# K-Liber 4 Life
K-liber 4 Life is een Nederlandse muziekgroep van Curaçaose afkomst, opgezet door Teddo Juice, Pugistix en Mega Master. Ze zingen vooral in het Papiaments, de taal van de ABC-eilanden, maar tegenwoordig zingt men ook in andere talen, waaronder het Nederlands. In 2011 besloot Pugistix terug naar zijn geliefde eiland te gaan, en kort daarna volgde Teddo Juice ook. Mega Master bleef in Nederland en besloot samen met Joey Cura (Joël Hato) & Shaqeel Zimmerman (Shaqq) met K-Liber 4 Life verder te gaan.

## Biografie
De Antilliaanse groep in de jaren 90 bekend als K-Liber is de groep van Teddo Juice, Pugistix en Mega Master. De leden zijn allen geboren in Curaçao, maar wonen in Nederland (Den Helder). Men werd bekend door de groeiende Bubblin'scène in de jaren 90. Illegale downloads waren een factor in hun populariteit, die hun hun bereik vergrootten in de kleinere bubblin'scènes in het noorden en zuiden van Nederland. In 2004 braken ze door bij het grote Nederlandse publiek met het lied Viben. In 2003, 2004 en 2005 hebben ze veel opgetreden en brachten ze diverse albums uit.
Het laatste album Schuurpapier bevat ook veel Nederlandstalige nummers, terwijl op de voorgaande albums vooral Papiaments-nummers met nu en dan Nederlandse, Spaanse of Engelse liedjes staan.

## Wedstrijden, prijzen en nominaties
| Jaar | Prijs                    | Categorie   | Muziek       |
| ---- | ------------------------ | ----------- | ------------ |
| 2004 | Mobo Awards              | Beste Album | Schuurpapier |
| 2005 | Beste Discotheekact 2004 |             |              |

## Optredens
De heren, alle drie afkomstig uit Curaçao maar wonend in Nederland, zongen op hun eerste 3 albums voornamelijk in 'Papiaments' de taal van Aruba, Bonaire en Curaçao, met zo nu en dan een uitstapje naar het Nederlands, Engels of Spaans.
Teddo Juice schrijft het grootste gedeelte van de nummers van K-liber, Pugistix is de producer en Mega Master houdt de boel strak bij elkaar.
Het laatste album 'Schuurpapier' is dan ook al hun vierde album, maar in tegenstelling tot de eerste drie albums `HASIKIBOKE, Magnifico en P.L.A.M.A.T.O.R.I.A. staan op deze plaat alleen Nederlandstalige nummers.

## K-Liber 2017
In 2016 maakte K-Liber een comeback. Op diverse festivals, Discotheken en Urban manifestaties traden ze opnieuw op en tekende bij boekingskantoor RDJ Productions. Mega Master is als enige oud lid nog actief in de huidige formatie K-Liber Next Generation. 

## Discografie
Releases
| Jaar | Album               | Singles | Label     |
| ---- | ------------------- | ------- | --------- |
| 2003 | P.L.A.M.A.T.O.R.I.A |         |           |
| 2004 | Schuurpapier (2004) | Viben   | Top Notch |
| 2004 | Schuurpapier (2004) | Loungen | Top Notch |
| 2005 |                     | Doe Het | Top Notch |

### Albums
| Album met eventuele hitnotering(en) in de Nederlandse Album Top 100 | Datum van verschijnen | Datum van binnenkomst | Hoogste positie | Aantal weken | Opmerkingen |
| ------------------------------------------------------------------- | --------------------- | --------------------- | --------------- | ------------ | ----------- |
| Hasikiboke                                                          |                       | -                     |                 |              |             |
| Magnifico                                                           |                       | -                     |                 |              |             |
| Plamatoria                                                          | 2003                  | -                     |                 |              |             |
| Schuurpapier                                                        | 2004                  | 27-11-2004            | 48              | 18           |             |

### Singles
| Single met eventuele hitnotering(en) in de Nederlandse Top 40 | Datum van verschijnen | Datum van binnenkomst | Hoogste positie | Aantal weken | Opmerkingen       |
| ------------------------------------------------------------- | --------------------- | --------------------- | --------------- | ------------ | ----------------- |
| Da kannie                                                     | 2003                  |                       |                 |              |                   |
| Viben                                                         | 15-8-2004             | 4-9-2004              | 2               | 14           |                   |
| Loungen                                                       | 2004                  | 8-1-2005              | 16              | 6            | met Michael Bryan |
| Doe het                                                       |                       | 14-5-2005             | tip 3           |              | met Def Rhymz     |
| Copernicus 360                                                |                       | 13-4-2012             | ?               |              |                   |